# Byske (krater)
För andra betydelser, se Byske (olika betydelser).
Byske är en nedslagskrater på planeten Mars, den har en diameter på 12 km.
Den är namngiven efter den svenska tätorten Byske.